# Fighting Dinosaurs
Fighting Dinosaurs (littéralement « Combat de dinosaures ») est le nom d'un fossile exceptionnellement bien préservé datant du Crétacé supérieur et provenant de la formation de Djadokhta, en Mongolie. Il préserve un Protoceratops andrewsi et un Velociraptor mongoliensis piégés au combat, qui fournit des preuves directes du comportement de prédateur des dinosaures non aviens. Le fossile a été découvert en 1971 et a suscité de nombreux débats sur la manière dont les deux spécimens ont été préservés avec une relative complétude. Plusieurs hypothèses ont été proposées, notamment un scénario de noyade, d'enfouissement soit par effondrement de dunes, soit par tempête de sable, ou bien qu'ils n'ont pas été ensevelis simultanément.

## Histoire de la découverte
De 1963 à 1971, des expéditions paléontologiques polono-mongoles ont été menées dans le désert de Gobi dans le but de trouver des fossiles. L'expédition de 1971 a visité plusieurs localités des formations Djadokhta et Nemegt, découvrant les couches inférieures de ces dernières. Cette année-là, le 3 août, lors du travail de terrain d'une équipe composée des paléontologues Tomasz Jerzykiewicz, Maciej Kuczyński, Teresa Maryańska, Edward Miranowski, Altangerel Perle et Wojciech Skarżyński, plusieurs fossiles de Protoceratops et de Velociraptor ont été découverts dans la localité de Tugriken Shire, au sein de Djadokhta, comprenant un bloc contenant une paire d'entre eux. Les individus de ce bloc ont été identifiés comme étant un P. andrewsi aux prises avec un V. mongoliensis . Bien que les circonstances de leur enterrement soient inconnues, leur pose indique qu'ils sont morts simultanément dans un combat à mort.

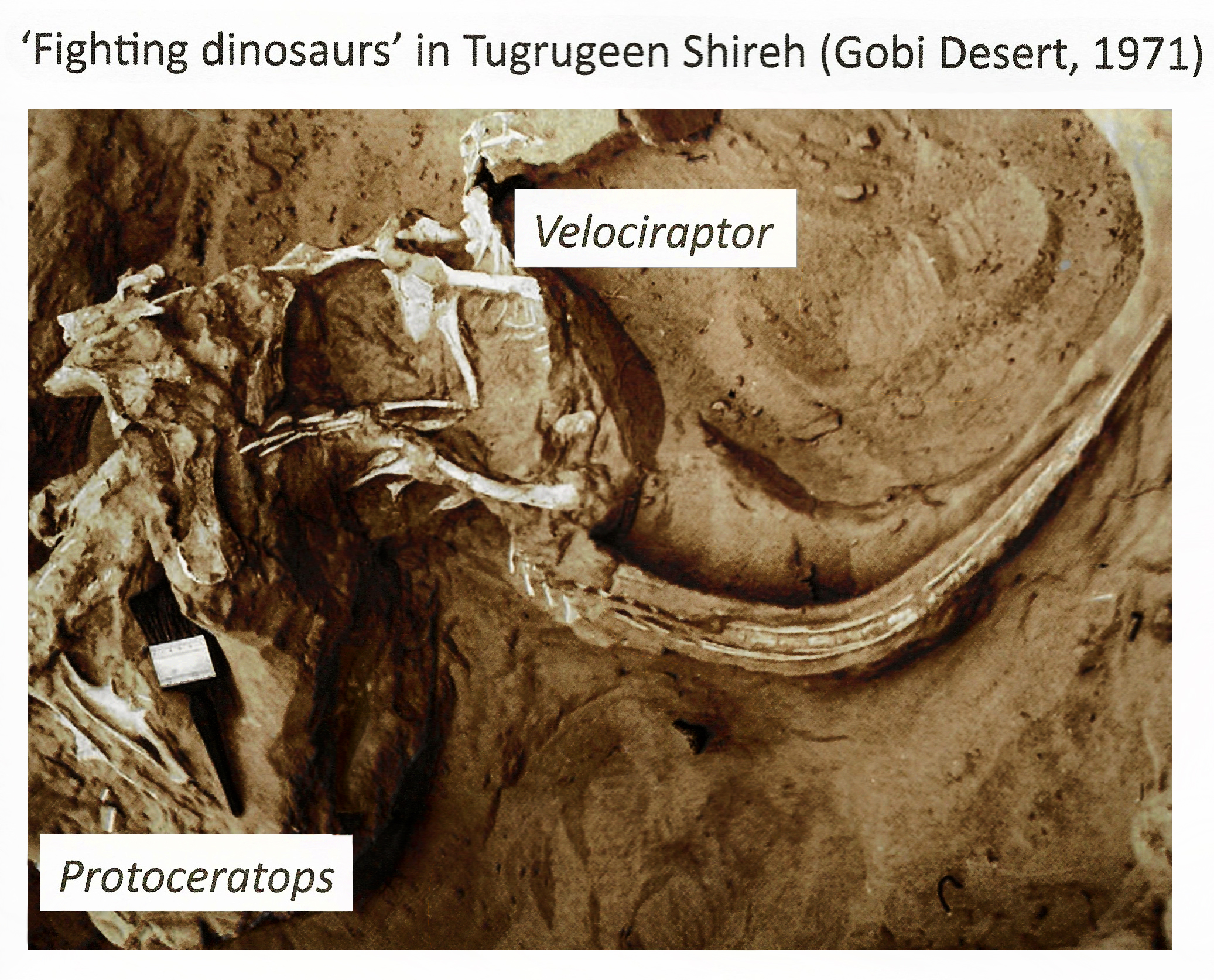
Fossile de Fighting Dinosaurs tel que trouvé sur le terrain en 1971.

La présence du spécimen sur le terrain a été notée grâce au chevauchement des fragments de crâne du Protoceratops sur les sédiments, ce qui a finalement conduit à la fouille. Il fut plus tard surnommé Fighting Dinosaurs. L'individu de P. andrewsi est catalogué sous le numéro de spécimen MPC-D 100/512 et le V. mongoliensis sous le numéro MPC-D 100/25 (Centre paléontologique mongol ; à l'origine GIN ou GI SPS). En 2000, le musée américain d'histoire naturelle a organisé l'exposition itinérante Fighting Dinosaurs: New Discoveries from Mongolia, qui était principalement axée sur d'importants fossiles mongols, en mettant l'accent sur Fighting Dinosaurs, qui est désormais considérés comme un trésor national de la Mongolie.

## Interprétation

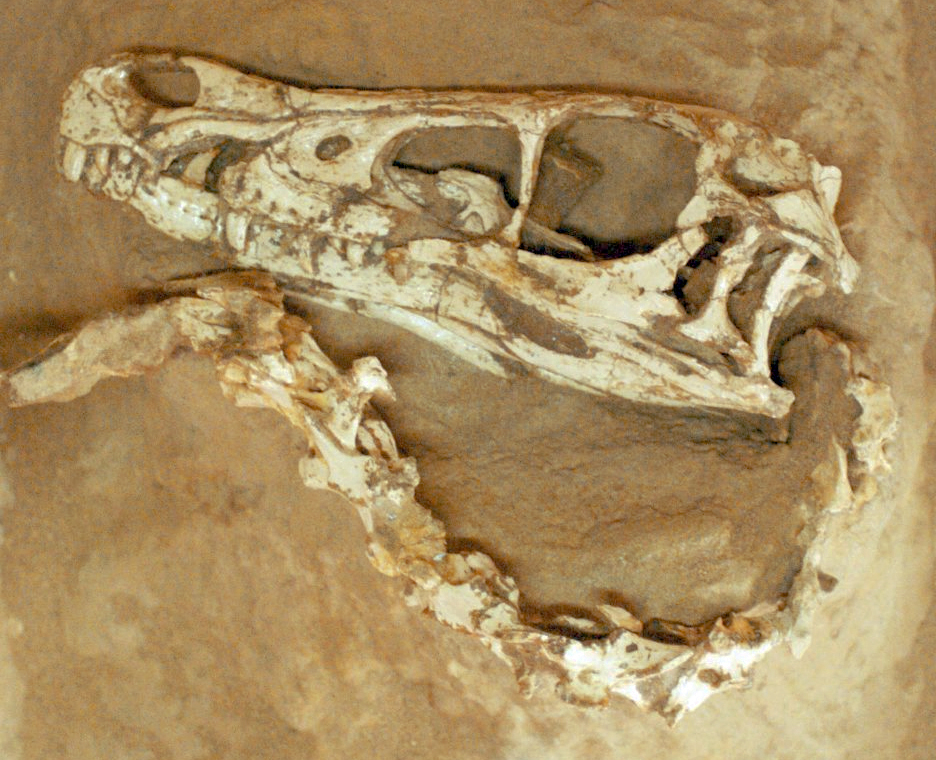
Crâne de MPC-D 100/25 (Velociraptor mongoliensis).

En 1974, le paléontologue mongol Rinchen Barsbold a proposé que le fond ressemblant à des sables mouvants d'un lac aurait pu les maintenir ensemble ou que les deux animaux sont tombés dans un plan d'eau ressemblant à un marécage, effectuant les derniers instants de leur combat sous l'eau. En 1993, la paléontologue polonaise Halszka Osmólska a proposé que pendant la lutte pour la mort, une grande dune puisse s'être effondrée, enterrant simultanément le Protoceratops et Velociraptor. Alternativement, le Velociraptor a peut-être récupéré un Protoceratops déjà mort, puis a été enterré et finalement tué par un événement inconnu.
En 1995, David M. Unwin et ses collègues font valoir que la récupération était peu probable car il y avait de nombreuses indications d'une mort simultanée. Le Protoceratops a une posture semi-dressée et son crâne est orienté horizontalement, ce qui n'aurait pas été possible si l'animal était déjà mort. Le Velociraptor a sa main droite emprisonnée dans les mâchoires du Protoceratops et la gauche grattant le crâne de ce dernier. Comme il repose sur le sol avec ses pieds dirigés vers l'abdomen et la gorge de la proie, il est peu probable que le Velociraptor fouillait. Unwin et ses collègues ont également examiné les sédiments entourant le spécimen et ont conclu que les deux animaux avaient été enterrés vivants par une tempête de sable ou un événement sablonneux. Ils ont interprété l'interaction finale avec le Protoceratops saisi et envoyé avec des coups de pied délivrés par le Velociraptor à basse altitude. Enfin, ils ont suggéré que les populations de Velociraptor auraient pu être conscientes des comportements accroupis de Protoceratops pendant les tempêtes de sable à haute énergie et l'ont utilisé pour des chasses réussies.

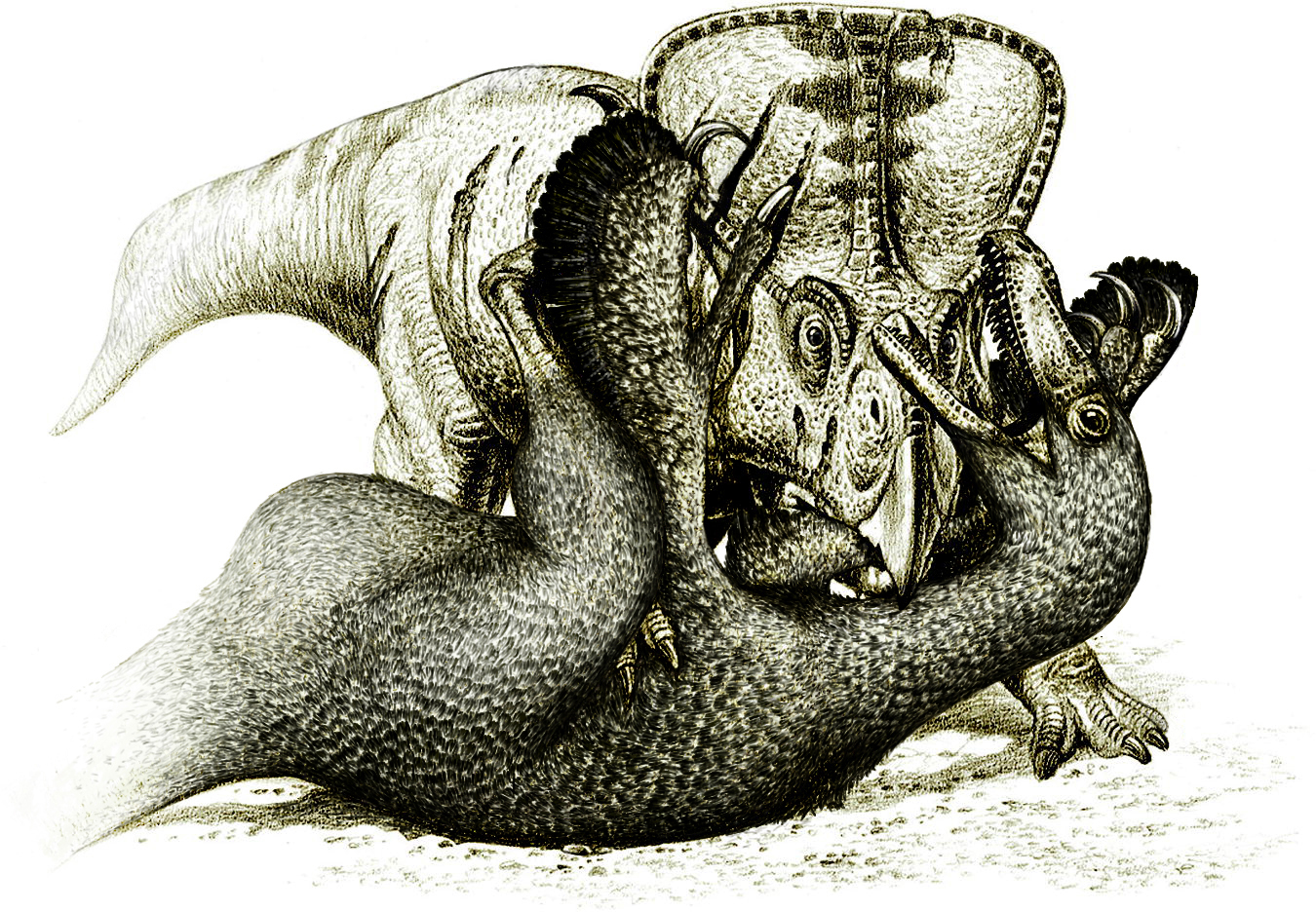
Reconstitution de la scène par Raúl Martín.

En 1998, Kenneth Carpenter suggère un autre scénario dans lequel les multiples blessures infligées par le Velociraptor sur la gorge du Protoceratops ont fait saigner ce dernier animal à mort. Dans un dernier effort, le Protoceratops a mordu la main droite du prédateur et l'a piégé sous son propre poids, provoquant la mort et la dessiccation éventuelle du Velociraptor. Les membres manquants du Protoceratops ont ensuite été arrachés par des charognards. Enfin, les deux animaux ont été enterrés par des sédiments sableux. Étant donné que le Velociraptor est relativement complet, Carpenter suggére qu'il pourrait avoir été complètement ou partiellement enterré par le sable. Il en conclu que les fossile Fighting Dinosaurs fait partie des spécimens qui fournissent des preuves directes que les théropodes non aviens ont été des prédateurs actifs et non des charognards stricts.

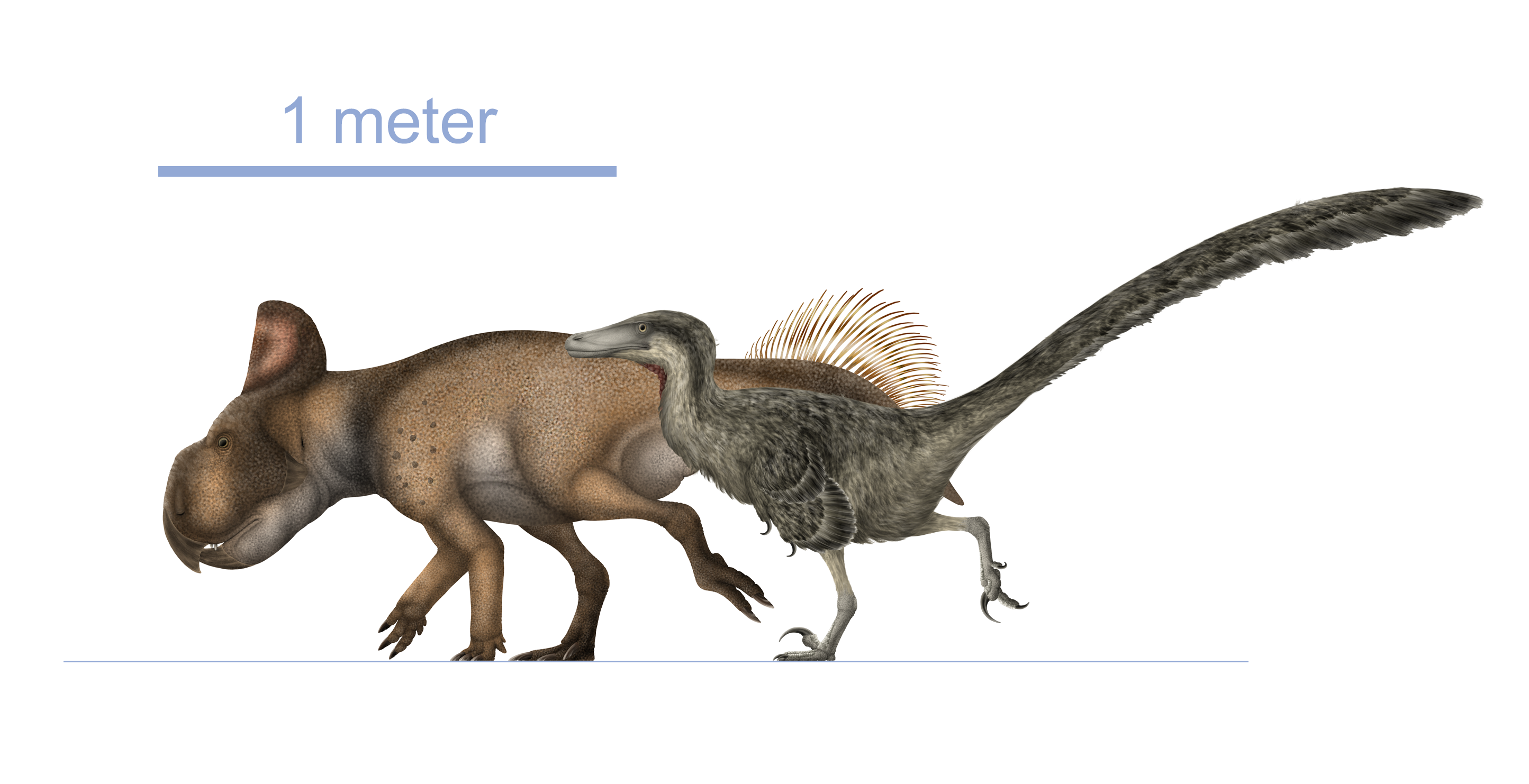
Comparaison de la taille des deux protagonistes du fossile Fighting Dinosaurs.

En 2016, Barsbold signale plusieurs anomalies chez le Protoceratops : les deux coracoïdes ont de petits fragments d'os indiquant une rupture de la ceinture pectorale, et le membre antérieur droit et le scapulo-coracoïde sont arrachés vers la gauche et vers l'arrière, par rapport à son torse. Il en conclu que le déplacement proéminent des éléments pectoraux et du membre antérieur droit était ajouté par une force externe qui tentait de les arracher. Barsbold propose que les charognards étaient les auteurs les plus probables de ces anomalies puisqu'il manque d'autres éléments corporels au Protoceratops, et que cet événement s'est probablement produit après la mort des deux animaux ou à un moment où le mouvement n'était pas possible. Protoceratops étant considéré comme ayant vécu en troupeau, une autre hypothèse est que les membres d'un troupeau ont tenté de retirer le Protoceratops déjà enterré, causant la dislocation de ses membres. Cependant, Barsbold souligne qu'il n'y avait aucune trace connexe pour étayer cette dernière interprétation. Enfin, il rétablit le cours du combat avec le Protoceratops combattant le Velociraptor, qui utilise ses griffes de faucille de rapace pour endommager les régions de la gorge et du ventre et ses griffes de la main pour saisir la tête de l'herbivore. Avant leur enterrement, le combat s'est terminé au sol avec le Velociraptor couché sur le dos sous le Protoceratops. Après l'enterrement, soit un troupeau de Protoceratops, soit des charognards ont arraché le Protoceratops enterré vers la gauche et vers l'arrière, séparant légèrement le Protoceratops et le Velociraptor.